# Bikić Do
Bikić Do (en serbe cyrillique : Бикић До) est un village de Serbie situé dans la province autonome de Voïvodine. Il fait partie de la municipalité de Šid dans le district de Syrmie (Srem). Au recensement de 2011, il comptait 269 habitants.
Bikić Do est une communauté locale, c'est-à-dire une subdivision administrative, de la municipalité de Šid.

## Géographie

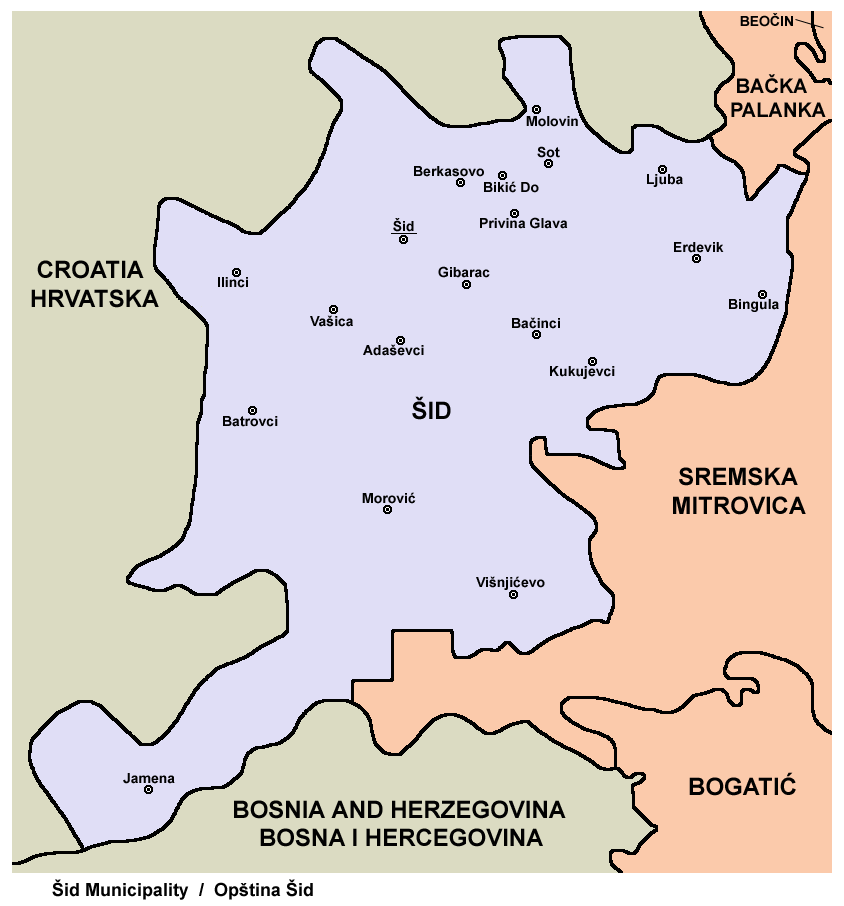
Localisation de Bikić Do dans la municipalité de Šid

Bikić Do se trouve en Syrmie, au nord-est de Šid, sur les pentes méridionales du massif de la Fruška gora. C'est un village de montagne dont les maisons se répartissent de part et d'autre de la route Šid-Ilok. Bikić Do est à la fois le village le plus petit et le plus « jeune » de la municipalité de Šid.

## Démographie

### Évolution historique de la population
| 1948 | 1953 | 1961 | 1971 | 1981 | 1991 | 2002 | 2011 |
| ---- | ---- | ---- | ---- | ---- | ---- | ---- | ---- |
| 475  | 447  | 408  | 346  | 301  | 299  | 336  | 269  |

|  |

### Données de 2002
Pyramide des âges (2002)
En 2002, l'âge moyen de la population était de 38,3 ans pour les hommes et 42,6 ans pour les femmes.
Répartition de la population par nationalités (2002)
En 2002, le village était peuplé de Ruthènes (47,6 %), de Serbes (32,7 %), de Croates (11,6 %), de Slovaques (2 %) et de Hongrois (1,7 %).

### Données de 2011
En 2011, l'âge moyen de la population était de 40,7 ans, 39,6 ans pour les hommes et 41,9 ans pour les femmes.

## Vie locale
Le village dispose d'une antenne de l'école maternelle Jelica Stanivuković Šilja, qui accueille 8 enfants, et d'une antenne de l'école élémentaire Sremski front de Šid, qui accueille 21 élèves. 

## Économie
L'économie du village est principalement fondée sur l'agriculture ; les principales cultures représentées sont celles du maïs, du blé, des fruits et de la vigne ; la vigne est notamment présente sur un plateau situé au nord du village. On élève également des vaches laitières et des porcs.